# Bataille de Sardarapat
Campagne du Caucase
Première Guerre mondiale
Batailles
- Offensive Bergmann
- Sarikamis
- Ardahan (en)
- Van
- Manzikert
- Kara Killisse
- Erzurum
- Trébizonde (en)
- Bitlis
- Erzincan
- Expédition allemande
- Sardarapat
- Abaran
- Karakilisa
- Bakou

La bataille de Sardarapat (en arménien : Սարդարապատի ճակատամարտ ; en turc : Serdarabad Savaşı) est une bataille de la campagne du Caucase lors de la Première Guerre mondiale livrée près de la ville de Sardarapat (aujourd'hui Armavir en Arménie) du 24 mai au 26 mai 1918. Sardarapat n'étant qu'à quarante kilomètres d'Erevan, la bataille n'est pas seulement vue comme arrêtant la progression de l'envahisseur turc mais surtout comme ayant empêché l'anéantissement de la nation arménienne.

## Contexte historique

### La campagne de l'invasion de l'Arménie orientale par l'armée ottomane
Deux mois seulement après la signature du traité de Brest-Litovsk (mars 1918), l'Empire ottoman attaque les territoires arméniens de Russie : en violation du traité signé précédemment avec la République socialiste fédérative soviétique de Russie, la cinquième armée ottomane traverse la frontière en mai 1918 et attaque Alexandropol (aujourd'hui Gyumri) d'où l'armée russe s'est retirée à la suite de la révolution de 1917. L'armée ottomane souhaite écraser l'Arménie et s'emparer de la Transcaucasie pour relier les États turcs entre eux (panturquisme). Le gouvernement allemand, qui n'approuve guère l'initiative de son allié, refuse d'aider les Ottomans sur ce front.
À ce moment, seule une petite partie du territoire de l'Arménie russe n'est pas encore occupée par les Ottomans et ces régions ont accueilli un flot de trois cent cinquante mille réfugiés arméniens fuyant le génocide arménien.

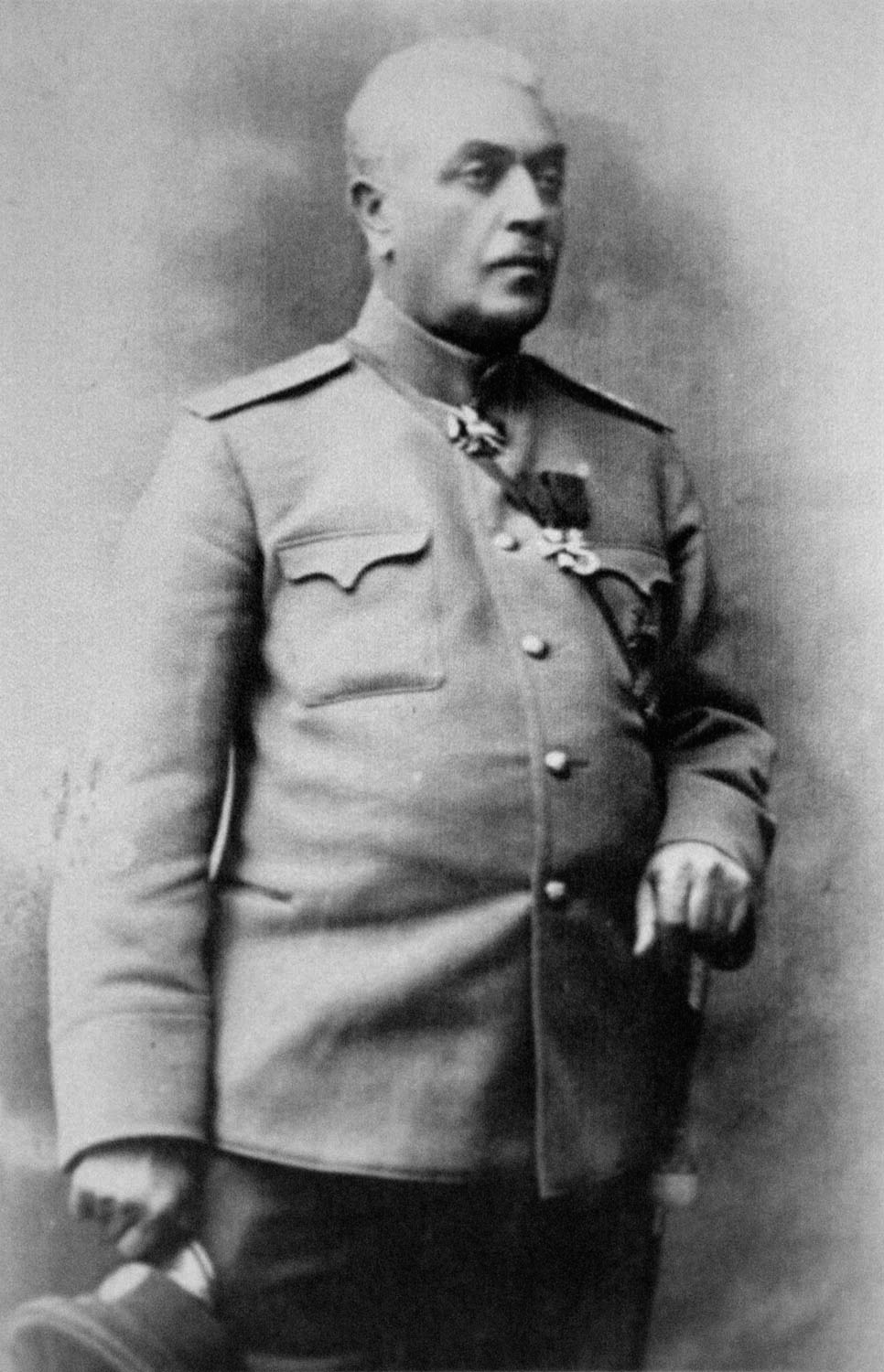
Tovmas Nazarbekian.

En passant à l'attaque en février 1918, la 3e armée turque a commencé à occuper les territoires de l'Arménie occidentale. En avril, après l'échec des pourparlers de paix de Trabzon, le commandant de la 3e armée, Mehmet Vehib Pacha, a déplacé des troupes en Transcaucasie. Profitant de la politique de la direction de la nouvelle fédération transcaucasienne, les troupes turques ont capturé la forteresse de Kars le 25 avril, menaçant directement pour Alexandropol.
Après l'occupation de Kars, les commandants Ottomans fixèrent aux autorités transcaucasiennes de nouvelles conditions, telles étaient la remise d’Akhalkalaki, Akhaltsikhe et Alexandropol, ainsi que le chemin de fer Alexandropol-Djoulfa, devait être mis à la disposition des troupes turques pour se déplacer et avoir usage libre de tous les chemins de fer vers Tabriz et Transcaucasie jusqu'à la fin de la guerre contre les Britanniques.
Sans attendre la fin des négociations avec la délégation transcaucasienne à Batoumi, les troupes turques ont rapidement attaqué Alexandropol le 15 mai, en créant ainsi une menace pour toute l'Arménie orientale.
Afin d'envahir l'Arménie orientale, les commandants militaires turcs ont regroupé les troupes. Un contingent spécial a été formé à Kars sous le commandement général de Yakub Shevki Pacha, composé du 1er corps d'armée du Caucase de la 3e armée ottomane (commandé par le major-général Musa Kâzım Karabekir) et du second corps d'armée du Caucase (commandé par le major général Yakub Shevki Pacha). Dans cette unité, contre les forces arméniennes allaient agir : la 36e division du 1er corps d'armée du Caucase (commandée par le colonel Pirselimoğlu Hamdi Bey) sur la direction Alexandropol-Erevan, la 9e division du colonel Rüştü Pasha sur la direction Alexandropol-Hamamlu-Bach Abaran-Erevan, la deuxième division du deuxième corps d'armée du Caucase (commandée par le colonel Javid Erdel) sur la direction Alexandropol-Karakilisa-Dilidjan-Elisavetpol et la cinquième division (du colonel Mursel pacha), sur la direction Alexandropol-Vorontsovka-Tiflis. En plus de cette unité militaire, la 12e division du 4e corps d'armée de la deuxième armée a été également impliquée dans les opérations militaires visant à l'invasion de l'Arménie orientale. Cette même division qui était charger de surveiller les cols de la montagne Surmali à la veille de la bataille et avait reçu pour mission militaire  d’envahir la région d'Iğdır,,. Pour faire face aux Ottomans, le commandant du corps arménien, commandant général des forces armées arméniennes le général-major Tovmas Nazarbekian décide de protéger les deux directions d'importance stratégique à savoir les chemins menant vers Erevan et Tiflis.
Une partie des forces arméniennes qui ont quitté Alexandropol, à savoir certaines subdivisions de la première division du corps arménien, ainsi que plusieurs subdivisions au sein de l'escadron d'armement spécial arménien sur la direction d'Alexandropol-Sardarapat, se sont repliées dans la vallée d'Ararat.
C’est dans cette vallée, sous le commandement général de Movsès Silikian que le contingent arménien des troupes d’Erevan a été formé avec la mission de repousser les attaques turques sur Erevan. 

### La situation à la veille de la bataille à Erevan
L'invasion des troupes turques a mis les dirigeants politiques arméniens dans une situation difficile aussi bien à Tiflis qu’à Erevan. Le 19 mai, après la conquête de Surmali, le général turc Halil Sami Bey (l’oncle d'Ismail Enver Pacha) déclara à Batoumi que « les Arméniens sont vaincus et doivent se soumettre ». D'autre part, durant les négociations de Batoumi, la délégation arménienne (Alexandre Khatissian, Hovannès Katchaznouni) a conseillé dans un communiqué adressé au membre arménien du gouvernement transcaucasien M. Khatchatour Kartchikian de ne pas « montrer de résistance aux Turcs ».
Le 18 mai 1918, à la suite de la panique générale dans la province d'Alexandropol, la vallée de l'Ararat et Erevan, engendrée par l'attaque des troupes turques, le conseil municipal à la réunion élargie a adopté la proposition du maire d'Erevan Tadevos Tochian, qui lit : remettre la ville sans résistance aux Turcs, organiser l'évacuation de la population de la ville et le positionnement sur le sommet de Kanaker. Cependant, la décision de céder Erevan n'a pas eu d'implications pratiques, car l’Organe exécutif autorisé du Conseil national arménien de Tbilissi à savoir le Comité Spécial, avec en tête le Chef du Conseil national d'Erevan, M. Aram Manoukian s’est opposé d’une façon radicale à un tel développement et a renversé cette décision (À Erevan et à l’État d’Erevan, le pouvoir suprême appartenait au Comité spécial). Par ordre d'Aram Manoukian, avec l'aide d'environ 1 500 habitants, des travaux ont été réalisés pour assurer la défense des approches de la ville d'Erevan, en particulier sur le territoire d’Erablur.
Le 18 mai, Aram Manoukian accompagné de Arshavir Shahkhatouni le commandant d'Erevan a visité Etchmiadzin, pour exhorter le Catholicos Georges V Soureniants à quitter temporairement Etchmiadzin pour des raisons de sécurité et de se rendre à Byurakan.
Cependant, le Catholicos non seulement a refusé de se déplacer, mais a également fait appel à l'armée pour que celle-ci montre une forte résistance face à l'ennemi.
Dans les jours qui ont suivi Aram Manoukian a joué un rôle indispensable dans la stabilisation de la situation à Erevan et les régions avoisinantes, ainsi que dans la tournure des nouveaux développements en faveur du côté arménien.
Dans la matinée du 19 mai, il donnait pour mission au commandant de la première Division le général Movsès Silikian, d'arrêter la retraite des troupes arméniennes et d'empêcher à tout prix l’offensive des troupes turques sur Erevan. A. Manoukian a promis d'effectuer un travail d'organisation à cet effet dans un court délai pour recueillir des forces humaines et des munitions.
Dans les jours suivants, un rassemblement de bénévoles a été organisé sur la rue Astafian (rue Abovian), dans le parc anglais, devant le Séminaire théologique et ailleurs. Ainsi au début de la bataille, les troupes ont été renforcées par ces bénévoles.

## La bataille de Sardarapat

### La composition des côtés combattants

#### Côté turc
La 36e division de l’offensive turque à Alexandropol-Erevan comprenait : les 106e, 107e et 108e régiments d'infanterie, un bataillon de fusiliers, deux divisions d'artillerie. L'armée turque a été renforcée par un régiment de cavalerie séparé et une cavalerie kurde de 1 500 personnes. Le nombre total de forces turques était de 7 500 à 10 000 soldats et officiers, y compris les forces kurdes. Les Turcs tenaient à leur disposition 40 canons.
Côté arménien
Au front de Sardarapat, les forces du côté arménien ont été incluses dans la subdivision d'Erevan, dont l'autre moitié faisait partie de la bataille de Bach Abaran contre la 9e division de la Turquie. Le commandant de l'unité était le général-major Movsès Silikian et le chef du quartier général, le colonel Alexander Vekilian. Le quartier général se trouvait à Vagharshapat, au Séminaire théologique Gevorkian d'Echmiadzin. 
Le colonel Daniel Bek-Piroumian était le chef du quartier général et le capitaine Alexander Chneour : commandant en chef du contingent d'Erevan sur le front de Sardarapat. Dans la bataille participaient : une partie de la Deuxième Division du Corps Arménien ainsi que quelques subdivisions de l’Escadron spécial arménien (dernier groupe de volontaires formé de la diaspora arménienne occidentale, qui avaient combattu à la fin de 1917 au front caucasien avant la bataille de Sardarapat).
La deuxième division (commandant Movsès Silikian) était composée de: 5e régiment (3 bataillons, commandant, colonel Poghos-Bek Piroumian) et 6e régiment (12 brigades dont le commandant, lieutenant-colonel Abraham Doloukhanian), deuxième régiment de cavalerie avec 4 brigades de cavaliers (colonel Zalinian) ; troupe d’infanterie partisane avec 8 brigades (colonel Alexeï Perekriostov), troupe de cavalerie partisane avec 3 brigades (colonel Korolkov), bataillon frontalier (lieutenant-colonel Siline), brigade de patrouille du quartier général de Deuxième Division.
Un bataillon du 4e régiment de la 1re division se tenait à Davalu en tant qu’unité militaire défensive dans la direction du sud.
Des subdivisions du peloton de l'unité spéciale arménienne ont été incluses dans la brigade d'Erevan de la troisième brigade spéciale, premier (colonel Thakhmakhtchev) et deuxième (colonel Iouzbachev) régiments d’infanterie de Van, les régiments était déployés : 2 bataillons (situés à la région d’Iğdır), le bataillon de Maku, 2e forces spéciales du régiment de Zeitun (4 unités militaires, Colonel Salibekian), la 2e division des brigades spéciales, les régions d'infanterie de Khnous et Karakilisa (village de l'ancienne Beyazıt) (Colonel Kazimirski), 1re brigade spéciale, Régiment Erzincan (6 brigades, commandant, Karapet Hassan-Pashaian) ainsi que 1er régiment spéciale de cavalerie (commandant, capitaine Pavel Zolotaryov),,.
Le bataillon d'Erevan se composait de 5 batteries d'artillerie, sous le commandement général du colonel Kristapor Araratian. Un certain nombre de volontaires arméniens occidentaux et orientaux de la diaspora (commandés par Trutsik Hovsep, Makedon, Bulanikhs Murad et d'autres), le bataillon de cavaliers yézidis (commandants, Usub Bek Temuryan et Jangir Agha) et un grand nombre de mercenaires participèrent à la bataille.
Le nombre total de troupes arméniennes dans les premiers jours de la bataille était d'environ 9 000 à 10 000 soldats et officiers, et de 6.000 à 6.500 après avoir déplacé certaines des forces sur le front Bach Abaran. Les Arméniens avaient à leur disposition 28 canons, dont 16 à 20 étaient utilisés dans des opérations militaires.
Les manœuvres précédents la bataille
Avant l'occupation d'Alexandropol, l'un des principaux objectifs du peloton arménien déployé sur le long de la rivière Akhourian était de protéger les voies ferrées et les routes menant d'Alexandropol vers Erevan et Tiflis. Après la chute d'Alexandropol, ces pelotons ont dû se retirer en raison de l'avancée des forces turques, certaines vers Hamamlu-Karakilisa, et d'autres vers la vallée d'Ararat. Le 19 mai, la 36e division turque, avec la capture de la banlieue de Gharaghula près d'Akhourian, se dirigea vers Erevan.
Du 16 au 19 mai, une partie de la 2e brigade spéciale des corps d'infanterie de Khnous et Karakilisa, ainsi qu'une partie de la 1re brigade spéciale (régiment d'infanterie d'Erzincan et autres unités militaires) de la rive gauche de l'Akhourian, des déploiements d'Ani et d'Aragats, le long de la voie ferrée, se retiraient peu à peu à Sardarapat. Pendant leur retraite, avant même que les forces turques ne frappent, ils ont été attaquées sur les ailes et l’arrière-front par la cavalerie kurde de la 36e division,.

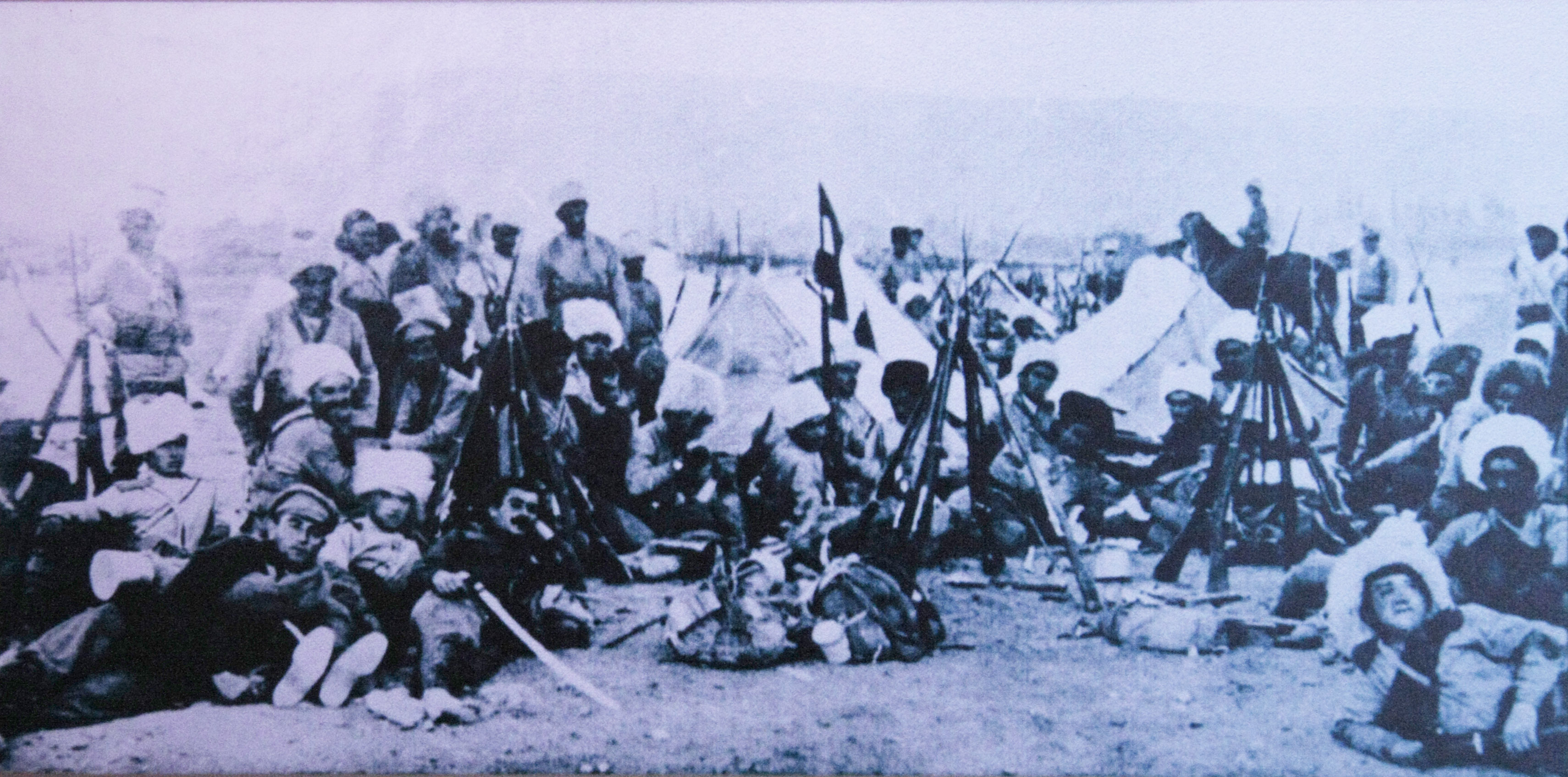
Brigade de volontaires arméniens avant le combat

La retraite organisée de ces unités militaires arméniennes sur la route Alexandropol-Erevan a joué un rôle important pour l'armée d'Erevan afin de gagner du temps et de reprendre les forces. Déjà du 16 au 17 mai, une partie des troupes de la région de Sardarapat ont été envoyées d'urgence aux déploiements d'Araxe et de Gharburun pour résister aux attaques des Turcs contre la plaine d'Ararat. Certains pelotons ont été envoyés à Erevan pour recruter des volontaires et se procurer des munitions ainsi que pour se préparer aux combats.

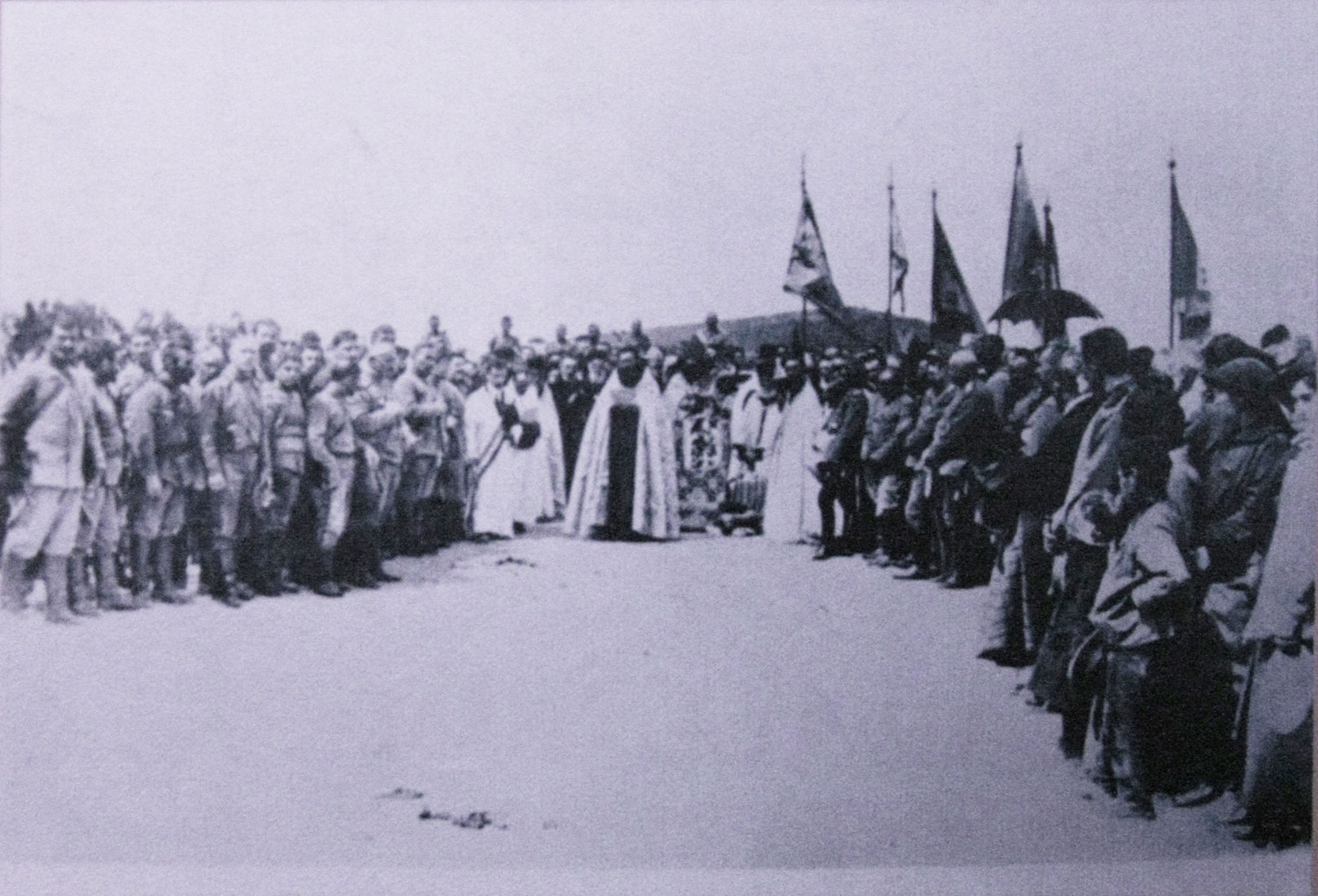
Bénédiction de l'armée arménienne avant la bataille de Sardarapat

Dans ces circonstances sur ordre du Commandant du Corps Arménien Tovmas Nazarbekian et du Colonel Chef du quartier général du Corps Ievgueni Vichinski, les forces arméniennes ont été reprises et remaniées. L'objectif était d'arrêter les attaques des Turcs dans des régions précises d’Alexandropol-Sardarapat et Karakilisa. Le 19 mai, selon un ordre du quartier général, le général Movsès Silikian a décidé de se concentrer sur les forces dont il disposait à Etchmiadzin et d'empêcher les Turcs d'attaquer Erevan par une contre-attaque. 
Le 20 mai, les forces arméniennes ont été obligées d'abandonner les déploiements d'Araxe et de Gharburun et se sont retirées des régions montagneuses du nord du chemin de fer de Mastara, Talin, Ashnak, et se sont concentrées sur Sardarapat.
Le soir du 20 mai, les unités de la 1re brigade spéciale, le régiment d’Erzincan et la moitié du régiment d'armées de Khnous (sous le commandement général de Karapet Hassan-Pachayan)se sont retirés et furent déplacés plus au fond de Sardarapat au village Khznauz à environ 6 km nord-ouest d'Etchmiadzin. En raison de l'invasion des troupes turques dans la direction d'Alexandropol-Erevan, les brigades chargées de la défense de Surmali ont été menacés d’être coupées des forces principales d'Erevan et de se retrouver encercler.
Le 18 mai, l’ennemi a attaqué les forces arméniennes de Koghb. Par l'ordre de Silikian, ils se sont retirés au pont de Caracalla.
Le 19 mai, les unités turques du 4e Corps, principalement la 12e division d'infanterie, ont envahi Surmali en entrant par la région de Beyazıt pour ensuite traverser la rivière d’Araxe et se retrouver sur l’arrière-front des troupes d'Erevan.
Après une certaine résistance aux cols et aux collines au sud d'Iğdır, les forces arméniennes (premier et deuxième régiments d’infanterie de Van) ont dû se replier vers Iğdır, puis par ordre du commandant d'Erevan les forces arméniennes quittent Iğdır. Le 20 mai ils se sont retirés sans se battre et ont traversé le pont de Margara sur la rive gauche d'Araxe, brûlant derrière eux ce pont ainsi que le pont de Caracalla.
Ainsi, les troupes turques qui ont capturé Surmali sont restées coupées de la scène militaire de Sardarapat.
Du côté arménien, une forte défense a été organisée par des volontaires locaux près des ponts qui a fait échouer les tentatives turques de traverser la rivière et de frapper les Arméniens sur l’arrière-front. Silikian commanda à une partie de la 3e subdivision de la brigade spéciale, dont la force principale était la 4e brigade de Van (commandant de brigade, le colonel Tigran Baghdasarian), de sécuriser la ligne de front dans le sud en direction de Davalu, en passant par Sharur pour empêcher l’attaque turque par la traversée d’Araxe.

### Le déroulement de la bataille

#### L'occupation de Sardarapat par les Turcs. L'offensive des Arméniens
Le 21 mai les subdivisons du 108e régiment d’infanterie et de la cavalerie turques ont poursuivi l’attaque depuis le déploiement d’Araxe. Le peloton de Sardarapat, a mené des batailles défensives en se retirant et est tombé vers 17h00 à la frontière des villages Kurakanlu-Kyorpalu-Zeyva Hayi-Ghurdughuli. Les Turcs ont avancé jusqu’à Qyorpalu (à environ 7 km à l’ouest d'Etchmiadzin).
Le soir même, en avançant dans la direction du chemin de fer, les Turcs occupèrent le déploiement de Sardarapat (aujourd'hui la ville d'Armavir) et le village de Gechrlu, à environ 2 km au sud. Poursuivant l'attaque, les forces turques ont également occupé la région de Verin Kolibeklu (aujourd'hui dans le village d' Aknalij) et ont atteint le déploiement du village de Ghamishlu (aujourd'hui dans le village de Zartonk), à 20 km d'Erevan.
Le but des forces turques le long du chemin de fer était d'atteindre Zangibasar. Ce faisant, ils menaceraient les troupes arméniennes se trouvant au sud du chemin de fer, la population locale et environ 100 000 réfugiés arméniens d'être complètement coupés d’Erevan et massacrés. Cependant, la batterie d'artillerie du capitaine Khoren Igitkhanian, située à l'est de Qamishlu, près du village d’Artashar, a pu clouer l'adversaire sur place.
Malgré le retrait des forces arméniennes, la défense des ponts de la rive gauche d’Araxe a considérablement été renforcée. En même temps les troupes arméniennes envoyées quelques jours auparavant au regroupement ont été rapidement emmenées au front depuis Erevan. Movsès Silikian, commandant de l'unité militaire d'Erevan, avec son chef du quartier général, le colonel A. Vekilian a développé un plan tactique pour expulser les forces turques de Sardarapat avec une contre-attaque active.
Dans la soirée du 21 mai, toutes les troupes qui ont été déployées sur le front de Sardarapat reçurent la mission militaire du lendemain en ordonnant une opération militaire d'un commun accord.
Les troupes arméniennes combattant sur le front de Sardarapat étaient le 5e et le 6e régiments, la deuxième brigade spéciale de Karrakilisa (lieutenant colonel Areshian), la troupe partisane d'infanterie, le bataillon de cavalerie yézidie, les pelotons volontaires des arméniens occidentaux et quatre batteries d'artillerie.
Dans la nuit du 22 mai, aux alentours du village de Molla Bayazet un combat a eu lieu entre les militants arméniens et le régiment de 300 cavaliers yézidis dirigé par Jangir Agha d’un côté et les troupes turques avec les groupes armés non organisés des musulmans locaux de l’autre côté. L’attaque des troupes turques a été prévenue avec succès en les empêchant de frapper par les flancs et l’arrière-front des unités militaires arméniennes.
Ce combat a permis à Doloukhanian et à Pérekriostov de rendre leurs régiments performants sur le plan militaire et à Sergo Atanesian et Vladimir Sakilarine d'organiser leur artillerie.
La contre-attaque turbulente décisive de l’armée arménienne a été dirigé par le Commandant de la subdivision d'Erevan, Commandant des forces du front de Sardarapat le colonel Daniel Bek-Piroumian. Au petit matin du 22 mai, avec son commandement général, les forces arméniennes ont franchi les lignes de front des villages Kurakanlu-Kyorpalu- Hayi Zeyva-Ghurdughuli.
Les attaques centrales du front ont été réalisées par les 5e et 6e régiments qui avec l’aide des subdivisions d’artillerie et des mitrailleuses ont pu détruire les troupes frontalières turques par une forte offensive dans la zone du semi-stationnement de Ghamishlu.
Particulièrement l’attaque à partir des collines près de la ville de Khoropalu, au bord du lac Akna (Aghr), près des vergers du village de Tapadibi et sur la colline d'Argishtikhinil, au sud de Sardarapat des batteries d'artillerie d’Igitkhanian, de Sakkilari, de Nikolaï Klitch et de S. Atanesian, ainsi que les autres subdivisions des mitrailleuses des unités militaires arménienne avec une frappe précise ont pu opprimer le feu de l'artillerie de l'ennemi et ainsi diminuer les rangs de l'infanterie et de la cavalerie après quoi l'infanterie arménienne avec l'aide des forces mercenaires est passée avec toute sa force à la contre-attaques.
L’ennemi a été frappé sur les flanc et l’arrière-front par les troupes de volontaires de Perekriostov, par les unités militaires d'Iğdır, de Zeïtoun et de Khnous, première unité spéciale de cavalerie (Hovhannes Bagramian, alors jeune officier de la cavalerie, a également participé à la bataille avec son peloton de cavalerie.) Les forces turques, sur le combats de front, ont essayé de montrer une résistance active qui était également accompagnée de combat à la baïonnette sur quelques parties.
Poursuivant l'avancement, les unités militaires arméniennes ont occupé Géchrlou, Molla Bayazet, le village de Sardarapat et la gare ainsi que les champs et plaines situés à droite de cette région. Sur l'aile droite un bataillon du 5e régiment des troupes arméniennes attaqua Kosh-Talish tôt le matin et libéra les villages d'Ujan et de Kosh à la fin de la nuit. Dans les batailles de la journée, les forces turques ont été battues, comptant plus de 500 morts et blessés. À la suite de leurs victoires dans les combats les troupes arméniennes avancèrent de 15 à 20 km.
Le 22 mai après leur défaite, profitant du fait que les troupes arméniennes ne perpétuaient pas des poursuites pour ne pas être coupées de leurs positions de départ, les forces turques se replièrent sur la station Araxe, se maintenant sur les pistes de la gare, dans la direction du chemin de fer et en se positionnant sur les hauteurs au sud et au nord. Dans les jours qui suivirent les combats, les hauteurs 449 (Tulkk-Seba) et 440 (Chemni-Kur), au nord de la station Araxe furent d'une grande importance stratégique pour les deux camps en particulier car les subdivisions turques repliées s’étaient positionnées sur ses hauteurs à cette époque.
Le 23 mai, il n'y a pas eu d'action militaire active sur le front principal de Sardarapat, seulement sur l'aile gauche les troupes d'Iğdır ont combattu dans le district de Jafarabad. Après la victoire dans ce combat, les troupes d'Iğdır s'associèrent à l’unité militaire de Sardarapat sous le commandement de Daniel Bek-Piroumian et la protection des ponts d'Araxe fut confiée à la subdivision du 2e régiment spécial de cavalerie de l’unité militaire de Zeytun, dont la réserve était située dans le village de Shahriar.
De l'autre côté du front, les parties étaient surtout engagées dans la reconnaissance des positions ennemies et aussi dans les préparatifs pour d'autres actions militaires. Les 22 et 23 mai, un groupe d'ecclésiastiques dirigé par l'archevêque Garegin Hovsepian et l'archevêque Zaven ont visité le front pour soutenir leurs troupes. Avant le combat décisif du 22 mars, Mgr Garegine Hovsepian a baptisé le groupe combattant sous le commandement de Poghos-Bek Piroumian sous le nom de "Kamikazes".

#### Les événements suivant les premiers jours de la bataille
Après la bataille du 22 mai, le commandant Movsès Silikian a rapidement déplacé une partie des troupes sous son commandement, en particulier la 6e unité militaire, le second régiment de cavalerie, la troupe de cavalerie partisane et d'autres unités sur le front de Bach Abaran pour empêcher l'avancée des troupes turques sur Erevan.
La première victoire des Arméniens sur le front de Sardarapat était d'une importance cruciale non seulement pour l'augmentation de la préparation au combat de l'armée et pour de nouvelles victoires, mais aussi pour l'extermination des sentiments de panique de la population arménienne d'Erevan et des réfugiés arméniens occidentaux.
Le 24 mai, le général Movsès Silikian a fait appel au peuple pour joindre les rangs combattants des forces arméniennes.

« Arméniens, dépêchez-vous de libérer la patrie… Il n’est plus temps de ralentir. Tous les hommes de moins de cinquante ans sont tenus de prendre les armes. Je demande à tout le monde de venir avec leurs armes et leurs balles pour la défense de la patrie… »

— Movsès Sillikian (le 22 mai 1918)
D'Erevan et des villages environnants, la population envoyait de l'eau et de la nourriture aux combattants sur le champ de bataille. Afin de réussir et de faciliter l'avancement après la première défaite sur le front de Sardarapat, le commandement turc a initié la pratique d'affaiblir la toile de fond des troupes arméniennes par l'émeute dans les villages habitées par une majorité de population turque. Déjà le 22 mai, dans les premiers jours de l’offensive arménienne, un tel tumulte a eu lieu dans la région de Davalu-Ghamarlu. Ce jour-là, lorsque la population arménienne de Davalu fut transférée par le train et s’installa à Ghamarlu pour des raisons de sécurité, le 4e régiment de Van, qui se dirigeait vers le front, fut suivi et attaqué du front et de l’arrière-front par des bandits turcs et kurdes (environ 5 000 personnes). Les combats ont duré cinq heures et ont été particulièrement féroces dans les rues des villages d'Avshar et de Shirazlu qui au terme du combat ont été pris par les troupes arméniennes. À la fin de la journée, la troupe s'est concentré sur le village de Yuva. Les pertes du côté arménien ont été de 37 tués et blessés au total, les pertes turques s’élevaient à une centaine.
Dans les jours à venir, avant la fin de la bataille de Sardarapat et le départ pour Dilijan début juin, du 4e régiment de Van, qui supervisait le district de Ghamarlu, ce régiment défendit fortement la brigade d'Erevan par Sharur et a fait échouer les troupes turques qui tentaient de traverser l'Araxe dans cette région.

#### Les actions militaires qui ont suivi
Le 24 mai, la partie turque a lancé une attaque, mais a subi des pertes importantes et a été rejetée en arrière par une frappe précise de l'artillerie arménienne. Les positions de départ des parties sont restées inchangées. Afin de dissimuler leurs défaites et les lourdes pertes, le commandant turc a inventé de toutes pièces et a fait reprendre dans les médias l’histoire du prétendu accident d'un train militaire turc à la station Aghin.
Après les combats sous l’ordre de M. Silikian les forces arméniennes ont été regroupées. Au centre ; sur la direction de la station de Sardarapat-Araxe les troupes de choc arméniennes ont été déployées, parmi elles le 5e régiment d’infanterie, ainsi qu'une partie du 1ier régiment spécial de cavalerie, une troupe de cavalerie et la brigade de patrouille du quartier général de la brigade d'Erevan.
Sur l'aile gauche, au sud de la gare, en direction des villages de Sardarapat et Molla Bayazet étaient déployés l’autre partie du 1er régiment spécial de cavalerie, des canons de la 2e batterie, les troupes d’Iğdır dans le village de Karim-Arkh (premier et deuxième régiments de Van), ensuite la dixième troupe spéciale de cavalerie (de Zeytun), la troupe d'infanterie de Karakilisa, les troupes volontaires de Makedon et de Trutsik Hovsep dans la région côtière d’Araxe.
Sur l'aile droite du peloton de Sardarapat, en retrait par rapport aux divisions centrales, prévues pour des actions rapides le régiment d'Erzincan, situé à Khznauz et un demi corps d’infanterie de Khnous, ainsi que le bataillon Maku et une unité de la troupe d'infanterie de Karakilisa.
Sur le flanc droit, sur les pistes d’Aragats était situé le rassemblement de l’escouade partisane du capitaine Pandukht. Dans le peloton de Sardarapat, certaines unités du 5e régiment ont été séparées en réserve commune, dans les villages de Haut Kulibeklu (dans le village d'Aknalij) et dans les villages de Zeyva Turque.
Le 25 mai, la 5e unité du 5e régiment a attaqué les 440e et 449e hauteurs avec l'aide de 4 mitrailleuses d'artillerie et du détachement de bombardiers du capitaine Tatchat Hovakimian. Cependant, les forces arméniennes rencontrèrent une résistance opiniâtre des Turcs et perdirent leurs positions. Pendant ce temps, le flanc gauche des Arméniens a pris d'assaut le village de Sardarapat le long de la voie ferrée jusqu'à la station Araxe et s'est arrêté à une distance d'environ 3 km et a fait face à la résistance persistante des Turcs. Il s'est avéré qu'un très fort contingent de l'ennemi était positionné à la station Araxe tandis que les services de renseignements arméniens ont signalé que les principales forces des Turcs se trouvaient à la station Gharaburun et à Nerkin Talin.
Tôt dans la matinée du 26 mai, le 5e régiment a avancé vers le front du front-arrière ses forces concentrées à la réserve.
Dans le cadre du programme du Commandant Movsès Silikian, il était envisagé de capturer simultanément les stations Araxe et Gharaburun moyennant une attaque sur le front central, ainsi que sur les flancs gauche et droit du chemin de fer et des flancs gauche et droit allant des pentes d'Aragats jusqu’à la côte Akhurian pour forcer l'adversaire de se retirer jusqu’à Alexandropol.
Le premier bataillon du 5e régiment se rendit le même jour aux ordres de son commandant, le capitaine Vardan Djaghinian, a entrepris une attaque infructueuse sur la colline Chimni Gher (440) et en ayant de grandes pertes, y compris Djaghinian lui-même, s’est retiré vers sa position de départ.
Il n'y a pas eu d'opérations actives sur les autres parties du front, seul le colonel Perekriostov a frappé avec des mitrailleuses sur les forces turques à la station d'Araxe.
Après des attaques infructueuses des 25 et 26 mai, Movsès Silikian a élaboré un nouveau plan : les troupes de Khznauz et de Kosh devaient se déployer rapidement et rejoindre le front central pour apporter leur soutien durant les attaques de frappe sur l’armée Turcs. Dans le même temps, les ailes centrale et gauche du front principal étaient renforcées par les forces du Régiment d'Iğdır et du Régiment des Gardiens venu les rejoindre de l’arrière-front,.
Le matin du 27 mai, le peloton Khznauz a commencé une opération militaire et a réussi à renverser l'aile gauche des forces du front turc dans l'après-midi.
Pendant ce temps, les troupes de Kosh, qui se battaient sur la droite par rapport aux troupes de Khznawi, ont été incapables de vaincre la résistance des Turcs près du village de Nerkin Kalakut (à l'ouest du village de Partizak). Ils ont été forcés d’arrêter le combat et ils ont reçu en aide du Colonel du régiment de Erzincan, Hasan-Pachayan deux troupes supplémentaires.
À 9 heures de la matinée du même jour à Sardarapat, l'artillerie arménienne frappa les positions ennemies, le combat dura une demi-heure, surtout sur les hauteurs 440 et 449, les attaques de l’artillerie et des mitrailleuses ont été maitrisées résultat de la contre-attaque effective du côté arménien. Les forces du front central ont alors entrepris des attaques positionnelles, attendant pour l’attaque décisive la frappe sur l’arrière-front des forces en déplacement du côté droit.
Le colonel Daniel Bek-Piroumian, pour inspirer l'armée a sorti la doublure rouge de son uniforme militaires, a personnellement mené le combat. Le peloton de Khznauz, en contournant l'aile gauche turque à midi, s’est tourné abruptement vers le sud en se positionnant dans l’arrière-front hauteurs 440 et 449.
Après cette brillante attaque de tactique militaire, les forces principales du centre de peloton de Sardarapat et du régiment de Erzincan attaquèrent enfin à 14 heures et réussirent à capturer ces hauteurs et d'autres hauteurs adjacentes.

« Les chaînes se sont levées et ont couru en criant « hourra ! », les Turcs étaient en panique, parce que le peloton qui était derrière eux a ouvert le feu sur les chariots et sur leur arrière-front. Peu de temps après, les Turcs se sont échappés, abandonnant toutes les munitions, blessés et tués. … La bataille était remportée, l'Arménie a été sauvée. »

— Alexander Chneour
Le même jour, le flanc gauche de Perekriostov attaqua sur toute la longueur de la voie ferrée, s'empara de la station d’Araxe et, ainsi que le soir de la demi-station de Mastara (maintenant Dalarik) et s'y arrêta. L'escouade de Pandukht s'est déplacée vers Kalakut Intériuer pour passer à l’attaque au sud et a attaqué les forces turques avec l'aide des troupes de Kosh et Khznauz, puis a fait une profonde avancée sur le nord-ouest.
Le 27 et 28 mai, l’escouade de Pandukht, réprimant les petites escouades de l'adversaire dans les régions de Talin, Gyuzlu et Kirmizlu jusqu’à Sogutlu a rejoint le peloton local de 1 000 membres. Un canon de l'adversaire a été capturé, ainsi qu’un grand nombre de prisonniers.
Ainsi, lors de la bataille décisive du 27 mai, les Turcs ont été complètement battus, en se retirant vers la station Karaburun. Le peloton de Sardarapat, qui a gagné la bataille mais avait besoin de repos, a reçu l'ordre de s'arrêter et de se regrouper dans les collines de Mastara. Au cours de cette journée, une bande kurde de 100 hommes, essayant de traverser Araxe, a également été repoussée à Margara.
Dans la nuit du 27 au 28 mai, lorsque les forces arméniennes ont émergé, ils ont atteint la station Karaburun - la ligne de montagne de Karmrasar. Et le 28 mai, après une courte bataille à Gharburun -et sur la ligne de montagne Ashnak, étant dans l’impossibilité de faire face à l’offensive arménienne les Turcs ont commencé à se retirer à la station d'Aragats - Kirmizlu - Haut Agdzhakala, mais se sont aussi retirés de cette zone et sont rapidement repliés vers le nord.
À la suite des batailles de ce jour, les Arméniens capturèrent Karaburun et Aragats, ainsi que Bas et Haut Talin et Mastara, et les pelotons de renseignements arméniens atteignirent la station d'Ani, constatant qu'il n'y avait pas de forces turques dans les stations Ani et Agha. Cependant, le lendemain, le 29 mai, après une reconstitution considérable de leurs forces, les Turcs attaquèrent la station d'Aragats. Les forces du front arménien, sous la pression de l'artillerie turque, ainsi que sous la menace d’être contournées sur l'aile gauche par la cavalerie turque ont été forcées de battre en retraite et de se regrouper à la station de Gharaburun.
Pendant ce temps, sur l'aile droite du front, les forces arméniennes ont mené des batailles dures autour du village de Shirvandzhug.
Ce même, le 29 mai, le commandant du peloton d'Erevan, le général Movsès Silikian, a appelé pour la deuxième fois l'armée et le peuple à poursuivre les batailles victorieuses en direction d’Alexandropol :

« Arméniens ! L'activité héroïque de nos troupes vaillantes continue et les troupes turques se retirent. Nous devons retourner à Alexandropol, qui était occupé par les Turcs perfides. Ils exigent toutes les provinces d'Akhaltsikhe, d'Akhalkalaki, d'Alexandropol et d'Echmiadzin, ainsi que le monastère d'Echmiadzin et la plupart des provinces d'Erevan et du Nakhitchevan. Devons-nous prendre un tel déshonneur? Arméniens, précipitez-vous rapidement pour chasser l'ennemi de notre terre bâtie dur notre sang. Aux armes ! Pour Alexandropol ! »

Cependant, le même jour, le cessez-le-feu a été confirmé par la délégation arménienne à Batoumi à la suite de l'ultimatum de trois jours énoncé par la partie turque (du 26 au 29 mai). L'ordre du général Tovmas Nazarbekian a mis fin à toutes les offensives des troupes arméniennes. Cet ordre a marqué la fin de la bataille de Sardarapat. Les nouvelles sur le cessez-le-feu et la cessation des offensives ont été reçues avec un grand mécontentement parmi les soldats du Front de Sardarapat et du commandement. Selon le colonel arménien Christophor Araratian, bien que la position du contingent d'Erevan au moment du cessez-le-feu ait été plutôt favorable, l'échec total des Arméniens devant Karakilisa a fait cesser l'attaque parce qu'Erevan était ouvert à l'invasion de l'ennemi dans le nord-est.
Selon certains points de vue, la suspension de l'attaque sur le front de Sardarapat était également conditionnée par le fait que les entrepôts militaires arméniens étaient presque vides et, d'autre part, les forces turques risquaient de contre-attaquer après avoir reçu de nouvelles fournitures.
Après le cessez-le-feu à Batoumi, les opérations militaires se sont poursuivies dans certaines parties de Sardarapat, mais aucun changement significatif n'a été apporté.
À la suite de la signature du traité de Batoumi le 14 juin, toutes les forces arméniennes se sont retirées et se sont positionnées sur les territoires prévus par le traité.
Les pertes de la partie turque lors de la bataille de Sardarapat furent d'environ 3 500 morts et blessés, tandis que les pertes des Arméniens étaient beaucoup moins importantes, bien qu'il n'y avait pas de données exactes.

## La signification de la bataille
La bataille de Sardarapat, qui dure 9 jours, s’achève par une victoire complète des Arméniens sur les Ottomans, dont les forces sont rejetées sur 50 à 65 km ce qui a pour conséquence d’écarter toute menace immédiate sur Erevan.
La victoire a joué un rôle crucial dans l'échec partiel de l'invasion de l'Arménie orientale par les troupes turques et, en particulier, sur les autres fronts, la rébellion victorieuse à Bach Abaran et la protection héroïque de Karakilisa. La bataille héroïque de Sardarapat a sauvé la population locale et les réfugiés arméniens occidentaux d'un nouveau massacre inévitable de la part des  Ottomans.
Grâce aux énormes efforts d'organisation cette victoire a également contribué au renforcement du rôle des organisations politiques et non gouvernementales à Erevan ainsi que des autorités locales et a aussi mis en valeur le rôle des personnalités politiques et militaires. En effet, cette victoire a été le fondement de la création de la République d'Arménie nouvellement proclamée.